# Grijskopsperwer
De grijskopsperwer (Tachyspiza cirrocephala) is een roofvogel uit de familie van de havikachtigen (Accipitridae).

## Verspreiding en leefgebied
Deze soort komt voor in Australië en Nieuw-Guinea en telt 2 ondersoorten:
- T. c. papuana: Nieuw-Guinea en de nabijgelegen eilanden.
- T. c. cirrocephala: Australië.